# Perdita keiferi
Perdita keiferi är en biart som beskrevs av Timberlake 1928. Perdita keiferi ingår i släktet Perdita och familjen grävbin. Inga underarter finns listade i Catalogue of Life.